# 中山佳久
中山 佳久（なかやま よしひさ）は、元TBSテレビ事業局映像事業部所属のプロデューサー。ノースウェスタン大学ケロッグ経営大学院修了。

## 人物
大学卒業後、ソニー入社。情報処理研究所にて、グラフィック・エンジンの開発を担当。その後はコカ・コーラ、米国投資銀行、ベンチャー企業を経て、1997年にTBSに入社。
映画製作担当の後、『ゆめりあ』でアニメプロデューサーデビュー。その後は『AIR』『CLANNAD』『ひだまりスケッチ』をはじめ多くのヒット作品をプロデュース、京都アニメーション制作作品に多く名を連ねている。
大ヒット作となった『けいおん!』シリーズでもプロデューサーを担当。各種タイアップを展開するにあたっては、作品イメージを守るためのブランド・マナジメントを徹底し、自身が納得するまではゴーサインを出さない姿勢を貫いた。